# Temnopalpus niger
Temnopalpus niger es una especie de coleóptero de la familia Pyrochroidae.

## Distribución geográfica
Habita en Australia.